# Saleen

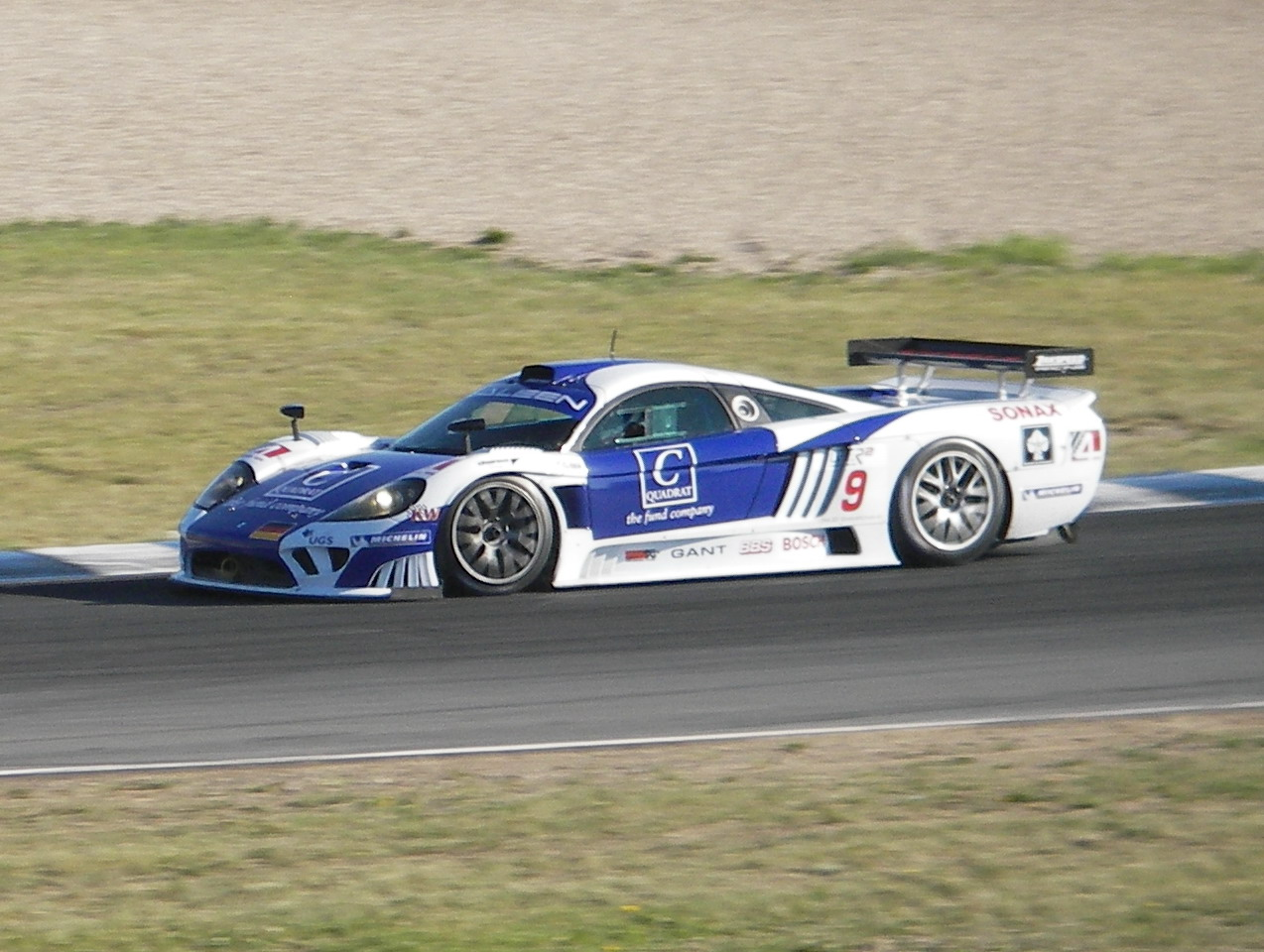
Saleen S7R 2006 mit Sascha Bert

Saleen Inc. ist ein US-amerikanischer Fahrzeughersteller mit Sitz in Irvine, Kalifornien. Das Unternehmen baut Sportwagen für die Straße und für die Rennstrecke. Saleen Inc. wurde 1983 von Steve Saleen gegründet. 2009 wurde Saleen insolvent und stellte vorübergehend sämtliche Aktivitäten ein. Die Firma war insbesondere in den Vereinigten Staaten auch bekannt für ihr Fahrzeugtuning an aktuellen wie auch vergangenen Modellen der Ford-Mustang-Reihe, welche nach Kundenwunsch modifiziert oder auch in Kleinserien gefertigt wurden. Inzwischen existiert das Unternehmen wieder als Saleen Automotive.

## Fahrzeugherstellung
- Saleen S7, 2000–2008
- Saleen S5S Raptor

## Fahrzeugumbauten

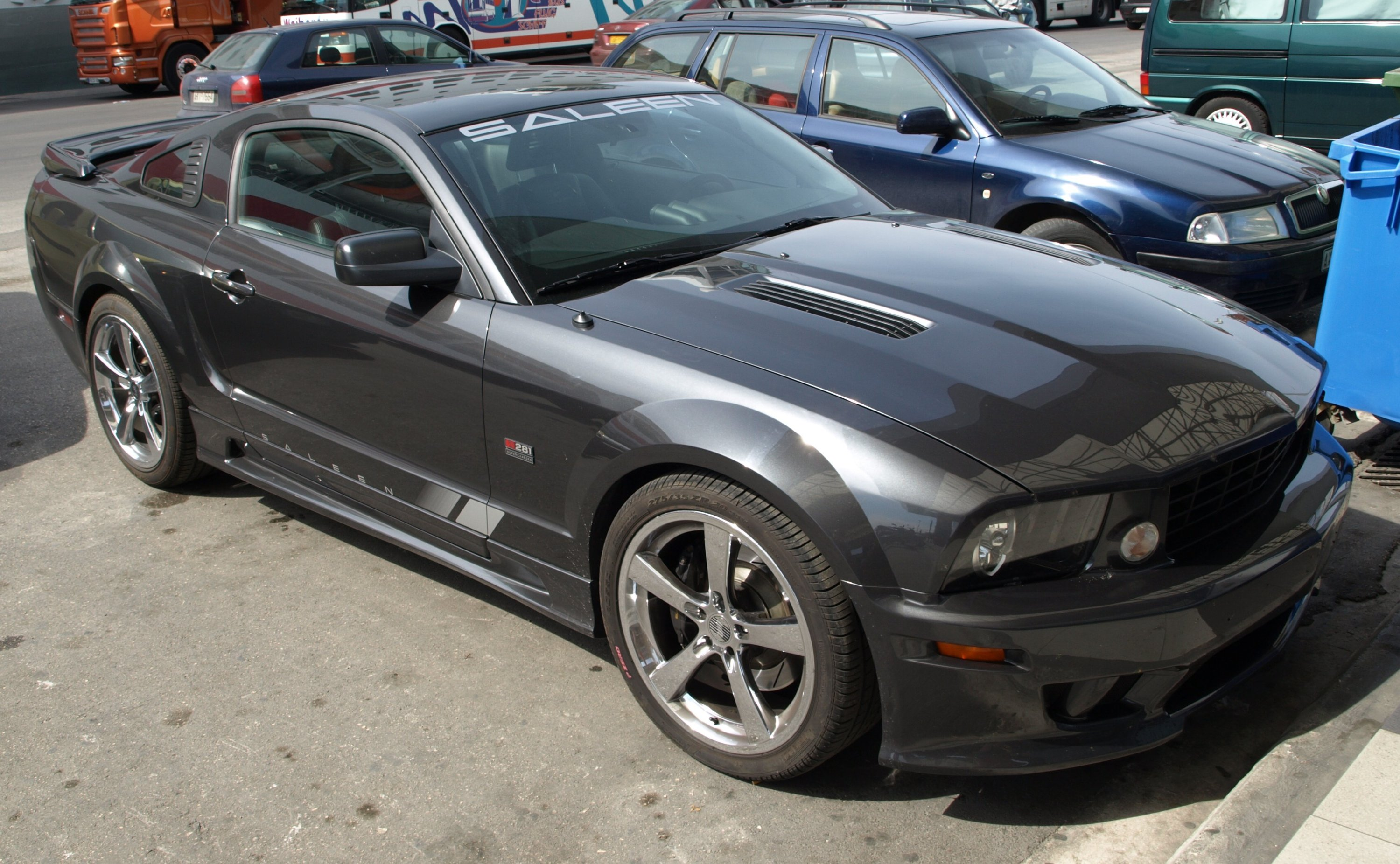
Saleen S281 Supercharged

- S281/S302 Coupe und Cabriolet 3V (Basis Ford Mustang)
- S281/S302 Coupe und Cabriolet Supercharged (Basis Ford Mustang)
- S281/S302 Coupe und Cabriolet Extreme (Basis Ford Mustang)
- H281/H302 Coupe 3V (Mustang BOSS) (Basis Ford Mustang)
- H281/H302 Coupe Supercharged (Mustang BOSS) (Basis Ford Mustang)
- S331 Pick-up Truck Supercrew 4-Türer (Basis Ford F150 Pick-up)
- S331 Pick-up Truck Supercab 2-Türer (Basis Ford F150 Pick-up)
- S121 N20 Focus mit Nitro-Einspritzung (Lachgas / Distickstoffmonoxid) (Basis Ford Focus)

Während sich die Tätigkeit von Saleen Inc. bei den Modellen S281/S302, S331 und S121 auf das Fahrzeugtuning beschränkte, war der Saleen S7 ein komplett eigenständig entwickelter Supersportwagen.

## Saleen in Filmen
- Im Film Transformers ist ein Saleen S281 Coupe Extreme als Polizeiauto zu sehen.
- Im Film Bruce Allmächtig fährt der Hauptdarsteller Jim Carrey einen Saleen S7.
- Im Film Shaggy Dog – Hör mal, wer da bellt fährt Trey, der Freund von Carly, einen Saleen S121 N20 Focus.
- Im Film Hollywood Cops fährt K.C. Calden (Josh Hartnett) einen Saleen S281 SC (Cabriolet) von 2003.
- Im Film Need for Speed fährt ein Teilnehmer des De Leon’s einen Saleen S7.
- Im Film 2 Fast 2 Furious fährt ein Teilnehmer des „Tests“ einen von Saleen getunten Ford Mustang GT.